# آکادمی فورفار
آکادمی فورفار (به انگلیسی: Forfar Academy) یک دانشگاه در حومه شهر فورفار, آنگوس, اسکاتلند است. از دانش آموختگان نامدار این آکادمی، میتوان جوزف ودربورن را نام برد. 